# Evaristo González
Evaristo de Jesús González Hernández (Cartagena de Indias, Colombia, 10 de agosto de 1990) es un futbolista colombiano que se desempeña como delantero.

## Clubes
| Club                 | País      | Año         |
| -------------------- | --------- | ----------- |
| Deportivo Ocotal     | Nicaragua | 2014 - 2015 |
| UNAN Managua FC      | Nicaragua | 2015 - 2016 |
| Deportivo Sebaco     | Nicaragua | 2016 - 2017 |
| ART Municipal Jalapa | Nicaragua | 2018 - 2019 |
| KF Elbasani          | Albania   | 2022        |
| Tomori Berat         | Albania   | 2022 - 2023 |
| Bilisht Sport        | Albania   | 2023        |

## Palmarés

### Campeonatos nacionales
| Título           | Club            | País      | Año  |
| ---------------- | --------------- | --------- | ---- |
| Primera División | UNAN Managua FC | Nicaragua | 2015 |